# Гофштейн, Давид Наумович
Дави́д Нау́мович Гофште́йн (Ду́вид Нехе́мьевич Гофште́йн; идиш דוד האָפֿשטיין‎; 12 [24] июня 1889, Коростышев, Киевская губерния, Российская империя — 12 августа 1952, Москва, СССР) — еврейский советский поэт, переводчик. Писал на идише.

## Биография
Родился 12 июня (по старому стилю) 1889 года в Коростышеве, в семье мещанина Коростышевского общества Нехемии Шамовича Гофштейна (1869—?) и Алты-Хаси Кивовны Гофштейн (в девичестве Холоденко, 1870—?), заключивших брак там же 31 мая 1888 года. Семья жила в собственном деревянном доме на улице Кривой. Отец работал столяром в лесничестве, мать была внучкой известного народного музыканта-клезмера Арн-Мойше Холоденко, известного по прозвищу «Педуцер». 
Учился в хедере. Учительствовал в деревне Барткова Рудня, где поселилась его семья. В 1912—1912 годах проходил воинскую службу на Кавказе, где экстерном сдал экзамены на аттестат зрелости. Учился в Киевском коммерческом институте, одновременно слушая лекции по филологии в Университете Святого Владимира, а позднее в Петербургском психоневрологическом институте.
Публиковался с 1917 года. В 1918 году работал в еврейском отделе Центральной Рады. В 1922 году эмигрировал в Германию (жил в Берлине, где сотрудничал в еврейской прессе), в 1925—1926 годах — в подмандатной Палестине; вернулся в Киев в 1926 году.
В 1922—1924 годах участник литературной группы «Штром». Выступал в защиту иврита.
В 1925 Гофштейн уезжал в Палестину, работал в мэрии Тель-Авива, писал на иврите и идише. Участвовал в открытии Еврейского университета, но через год вернулся на Украину, поселился в Киеве.
Преподавал на режиссёрском отделении еврейского факультета в Театральном институте в Киеве. Его секретарём была его выпускница Малка Шехтман.
В годы Великой Отечественной войны был членом Еврейского антифашистского комитета. Член ВКП(б) с 1940 года. После войны жил в Киеве.
16 сентября 1948 года Гофштейн был арестован, обвинялся в шпионской деятельности по делу Еврейского антифашистского комитета, сидел в одной камере с генералом Василием Терентьевым.
12 августа 1952 года расстрелян.

## Семья
- Жена — Фейга Семёновна Гофштейн (урождённая Биберман, 1897—1995), выпускница Московского государственного медико-педологического института Наркомздрава СССР, оставила воспоминания о муже[7]. Сыновья Шамай и Гилель (от первого брака), дочь Левия (1926—2005).
- Сестра — поэтесса Шифра Холоденко.

## Награды
- орден «Знак Почёта» (31.01.1939)

## Издания на русском языке
- Пути: Избр. стихи / Под ред. С. Левмана; Пер. Д. Бродского, О. Колычева и др. — [М.]: Гослитиздат, 1935. — 82 с.
- Избранные стихи / Пер. с евр. — М.: Изд. Жур.-газ. объединения, 1937. — 37, [2] с.
- Избранные стихи / Пер. с евр. — М.: Гослитиздат, 1937. — 131 с.
- Новые просторы: Стихи / Пер. с евр. — М.: Гослитиздат, 1939. — 128 с.
- Стихи. — Киев: Укргоснацмениздат, 1940. — 32 с.
- В грозные дни: [Стихи] / Пер. с евр. — [Уфа]: ССП Украины, 1942. — 26, [2] с.
- Избранное / Пер. с евр.; [Сост.: Ф. Гофштейн-Биберман, Ш. Холоденко, В. Элинг; Вступ. ст. М. Рыльского]. — М.: Сов. писатель, 1958. — 390 с.: 1 л. портр.
- Стихи / Пер. с евр.; [Сост.: Ф. Гофштейн, Ш. Холоденко; Послесл. М. Рыльского]. — М.: Гослитиздат, 1961. — 319 с.: 1 л. портр.
- Стихотворения / Пер. с евр.; [Сост.: Ф. Гофштейн, Ш. Холоденко; Вступ. ст. М. Рыльского]. — М.: Худ. лит., 1970. — 255 с.: 1 л. портр.
- Избранные стихотворения; Письма / [Пер. с идиша В. Слуцкого]; Гофштейн Ф. С любовью и болью о Давиде Гофштейне / [Пер. с идиша М. Крутикова; Худ. И. Гершова-Слуцкая]. — Иерусалим: Alphabet, 1997. — 103 с.: илл., портр.